# Phyllachora gentilis
Phyllachora gentilis är en svampart. Phyllachora gentilis ingår i släktet Phyllachora och familjen Phyllachoraceae.

## Underarter
Arten delas in i följande underarter:
- calyptranthis
- gentilis